# Wydział Fizyki Uniwersytetu Kazimierza Wielkiego w Bydgoszczy
Wydział Fizyki Uniwersytetu Kazimierza Wielkiego w Bydgoszczy – jeden z 17 wydziałów Uniwersytetu Kazimierza Wielkiego w Bydgoszczy.

## Historia
Instytut Fizyki powstał w wyniku przekształcenia z istniejącej Katedry Fizyki w roku 2007. Od roku akademickiego 2019/2020 Instytut jest jedną z jednostek organizacyjnych Kolegium III. Od roku akademickiego 2022/2023, zarządzeniem Rektora UKW, Instytut funkcjonuje jako Wydział Fizyki.

## Kierunki kształcenia
Dostępne kierunki:
- fizyka (studia I i II stopnia)
- fizyczne podstawy radioterapii i diagnostyki obrazowej (studia I stopnia)

## Struktura organizacyjna
| Jednostka                                      | Kierownik                                  |
| ---------------------------------------------- | ------------------------------------------ |
| Katedra Fizyki Teoretycznej i Astrofizyki      | dr hab. Tomasz Weselak, prof. UKW          |
| Katedra Fizykochemii Materiałów Funkcjonalnych | dr hab. inż. Kazimierz Paprocki, prof. UKW |
| Katedra Materiałów Optoelektronicznych         | prof. dr hab. Yuriy Zorenko                |
| Zakład Dydaktyki WF                            | dr Agnieszka Banaszak-Piechowska           |

## Poczet dziekanów
1. dr hab. Angelika Baranowska-Łączkowska, prof. UKW (2022–2024)
2. dr hab. Paweł Szroeder, prof. UKW (od 2024)

## Władze Wydziału
W kadencji 2024–2028:
| Stanowisko                 | Imię i nazwisko                   |
| -------------------------- | --------------------------------- |
| Dziekan                    | dr hab. Paweł Szroeder, prof. UKW |
| Prodziekan ds. kształcenia | dr Agnieszka Banaszak-Piechowska  |